# Chirotica densata
Chirotica densata là một loài tò vò trong họ Ichneumonidae.